# هادی قابل
هادی قابل (زادهٔ ۵ تیر ۱۳۳۴ در تربت جام) عضو شورای مرکزی جبهه مشارکت، رئیس جبهه مشارکت استان قم، یک روحانی نواندیش است که در ۲۱ شهریور ۸۶ از سوی دادگاه ویژه روحانیت قم بازداشت شد و در آذر ۱۳۸۸ پس از تحمل بیست و دو ماه زندان آزاد شد. جرم هادی قابل «تبلیغ علیه نظام» اعلام شده بود.

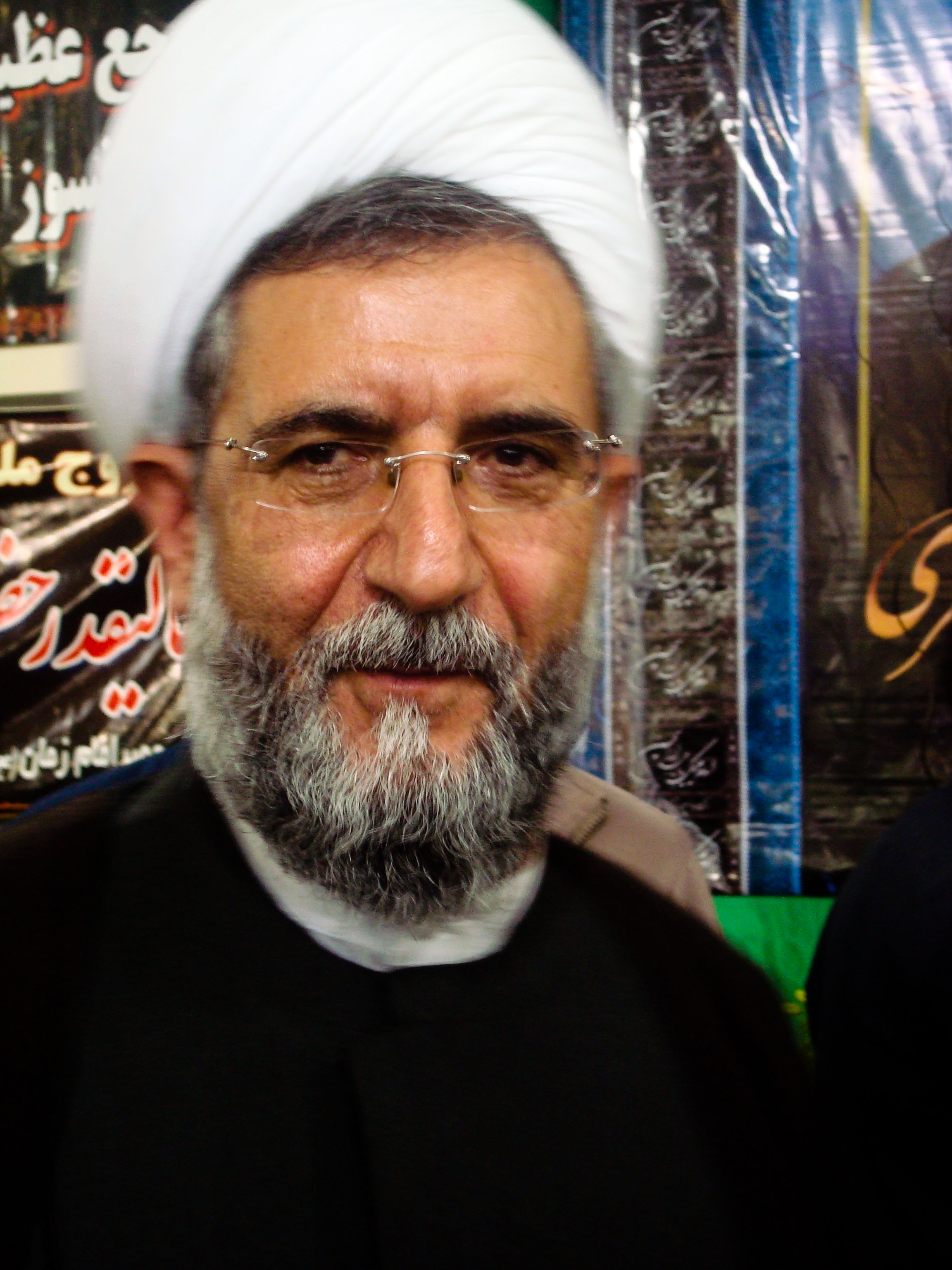
هادی قابل در مراسم آیت‌الله منتظری

وی دروس مقدمات تا شرح لمعه را در مدرسه آیت‌الله میلانی در مشهد گذراند. سپس تحصیلات خود را در حوزه علمیه قم ادامه داد تا به درجه اجتهاد رسید. اساتید وی در خارج فقه و اصول؛ منتظری، وحید خراسانی، فاضل لنکرانی، میرزا جواد تبریزی، موسوی اردبیلی و یوسف صانعی بوده‌اند. وی در خرداد سال ۱۳۵۴ در مدرسه فیضیه دستگیر و روانه زندان اوین شد.
او برادر احمد قابل روحانی نوگرا و اصلاح‌طلب است.